# Ferocactus alamosanus
Ferocactus alamosanus là một loài thực vật có hoa trong họ Cactaceae. Loài này được (Britton & Rose) Britton & Rose mô tả khoa học đầu tiên năm 1922.

## Hình ảnh

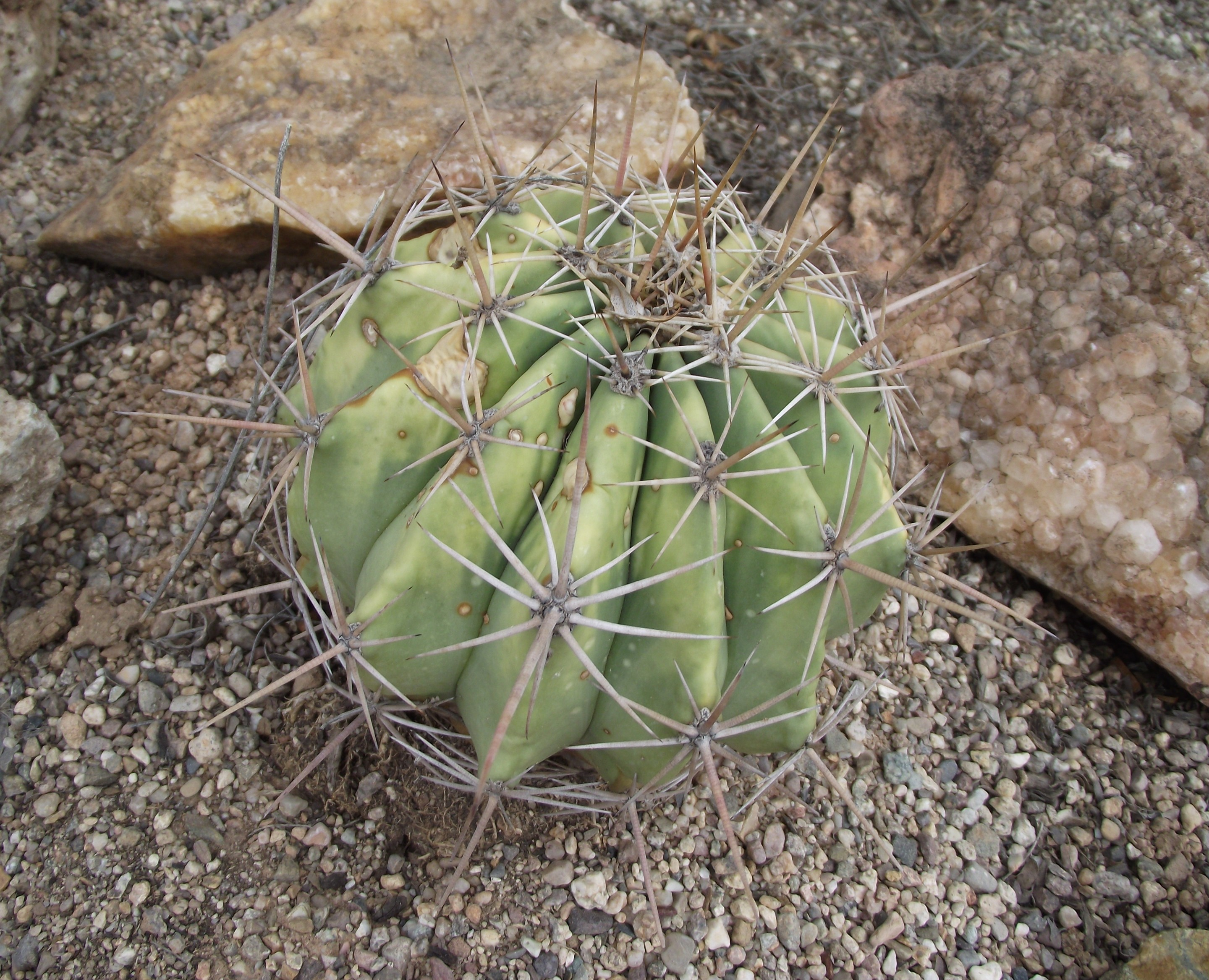
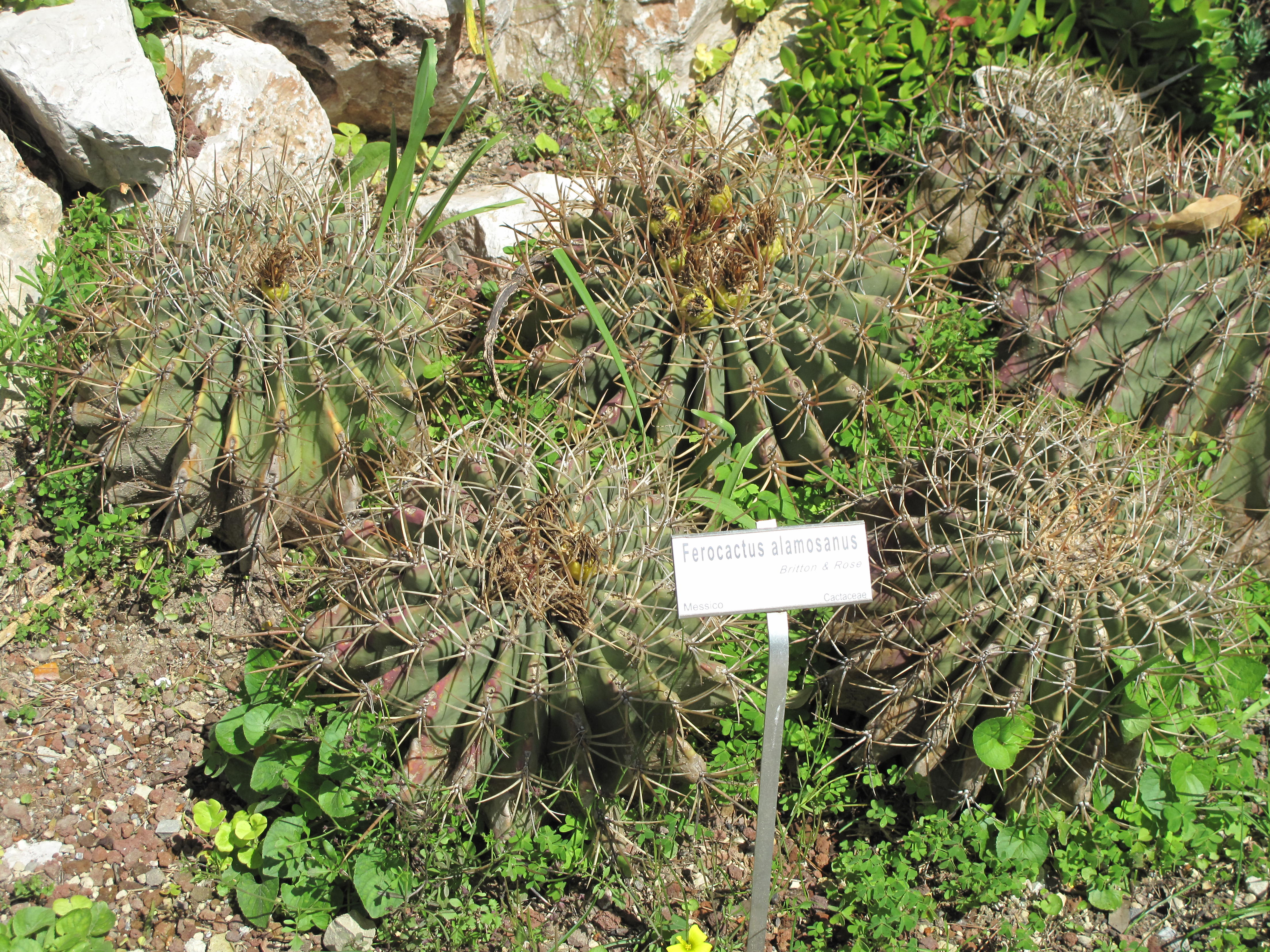
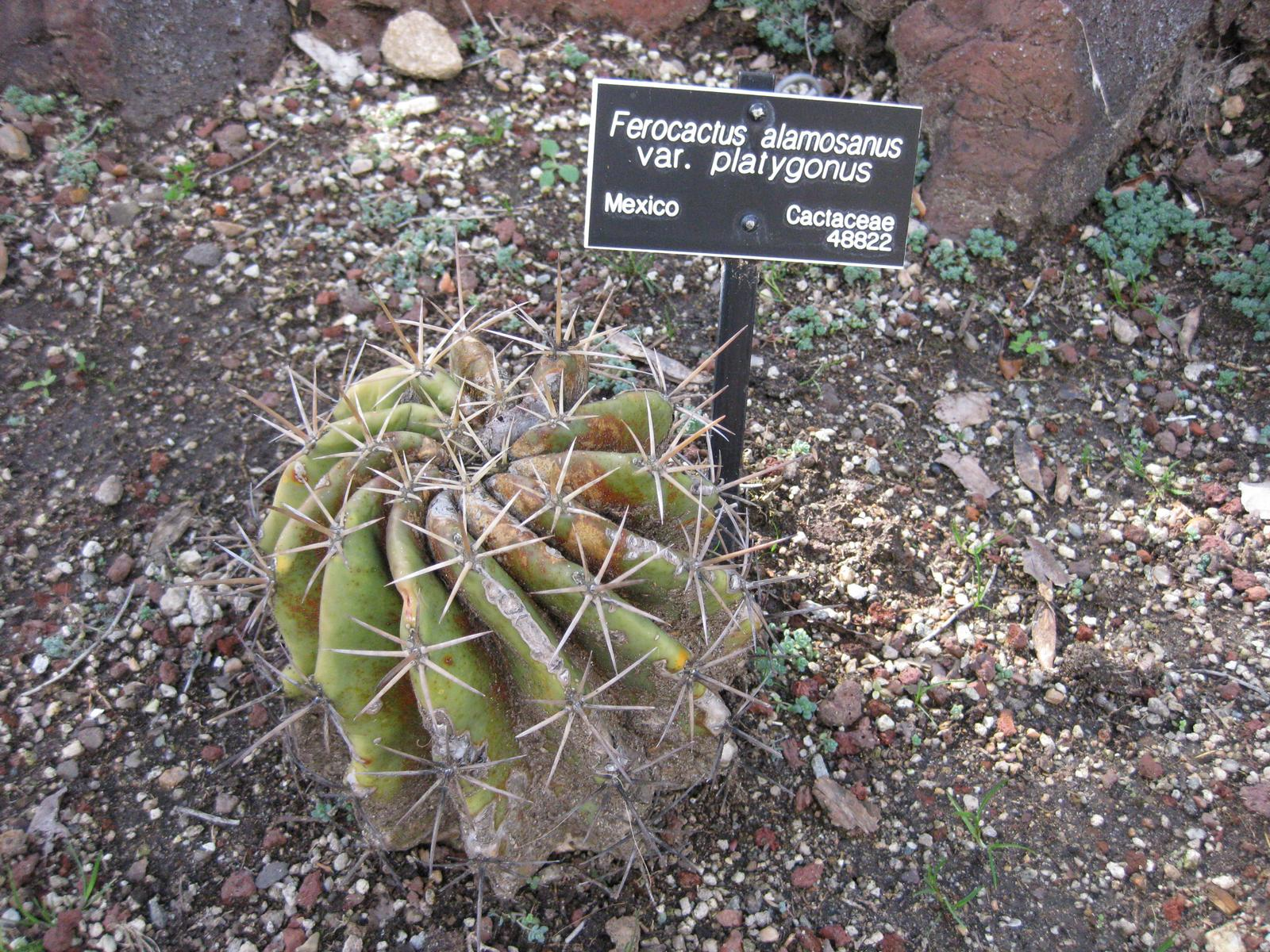